# Masllorenç
Masllorenç és un municipi de la comarca del Baix Penedès, situat al límit comarcal amb l'Alt Camp. Té un relleu accidentat a la zona de la Serra del Montmell.

## Geografia
- Llista de topònims de Masllorenç (Orografia: muntanyes, serres, collades, indrets..; hidrografia: rius, fonts...; edificis: cases, masies, esglésies, etc).

| Entitat de població | Habitants (2024) |
| Masllorenç          | 442              |
| la Font d'en Talló  | 99               |
| Masarbonès          | 26               |
| Font: Idescat       |                  |

## Història
Encara que no existeixen documents escrits que ho confirmin, es creu que la població va néixer a l'empara del castell de Puigtinyós. El seu origen està en un petit nucli de cases construïdes per donar alberg als pastors. Apareix per primera vegada documentat el 1365 sota el nom de Mas Llorent, sent senyor del lloc Berenguer de Montoliu.
Al segle xviii, el seu senyor era Joan de Pinós. Va ser llavors quan va començar el creixement de la població que va seguir a l'alça fins a finals del segle xix quan una plaga de fil·loxera que va assolar les vinyes va obligar a molts pagesos a traslladar-se.
El terme actual inclou l'agregat de Masarbonès del qual també es desconeix l'origen. En 1365 pertanyia al castell de Puigtinyós i en 1719 ja formava part de Masllorenç. Té una petita església neoclàssica dedicada a sant Bartomeu.
Va formar part de la Vegueria de Vilafranca del Penedès fins al 1716. Després va passar a formar part del Corregiment de Vilafranca del Penedès des del 1716 fins al 1833.
Va formar part de la comarca de l'Alt Camp.

## Economia
La base de l'economia resideix en l'agricultura de secà (vinya i ametllers). El turisme d'estiu completa el sector econòmic del municipi.
El 1970 la seva renda anual mitjana per capita era de 46.378 pessetes (278,74 euros).
El 1983 el terme municipal de Masllorenç comptava amb unes 60 explotacions agràries d'entre 0 i 5 hectàrees, unes 60 d'entre 5 i 50 hectàrees i 2 explotacions d'entre 2 i 200 hectàrees.

## Demografia
| 1497 f | 1515 f | 1553 f | 1717 | 1787 | 1857 | 1877 | 1887 | 1900 | 1910 |
| ------ | ------ | ------ | ---- | ---- | ---- | ---- | ---- | ---- | ---- |
| -      | 8      | 7      | 78   | 365  | 902  | 828  | 956  | 911  | 874  |

| 1920 | 1930 | 1940 | 1950 | 1960 | 1970 | 1981 | 1990 | 1992 | 1994 |
| ---- | ---- | ---- | ---- | ---- | ---- | ---- | ---- | ---- | ---- |
| 827  | 812  | 686  | 634  | 548  | 460  | 418  | 379  | 373  | 373  |

| 1996 | 1998 | 2000 | 2002 | 2004 | 2006 | 2008 | 2010 | 2012 | 2014 |
| ---- | ---- | ---- | ---- | ---- | ---- | ---- | ---- | ---- | ---- |
| 419  | 421  | 409  | 424  | 467  | 500  | 517  | 526  | 528  | 519  |

| 2016 | 2018 | 2020 | 2022 | 2024 | 2026 | 2028 | 2030 | 2032 | 2034 |
| ---- | ---- | ---- | ---- | ---- | ---- | ---- | ---- | ---- | ---- |
| 502  | 498  | 505  | 547  | 573  | -    | -    | -    | -    | -    |

## Política

### Eleccions municipals del 2011
| Candidatura | Candidatura                               | Cap de llista          | Vots | Regidors | % vots |
| ----------- | ----------------------------------------- | ---------------------- | ---- | -------- | ------ |
|             | Agrupació d'Electors Units per Masllorenç | Núria Manchado Llorens | 153  | 4        | 50,33% |
|             | Convergència i Unió                       | Rafael Güell Torner    | 147  | 3        | 48,36% |
|             | Partit Popular de Catalunya               |                        | 1    | -        | 0,33%  |
|             | En blanc                                  |                        | 3    |          | 0,99%  |
| Total       | Total                                     | 307                    | 307  | 7        |        |

### Eleccions al Parlament de Catalunya del 2012
| Candidatura | Candidatura   | Cap de llista          | Vots | Regidors | % vots |
| ----------- | ------------- | ---------------------- | ---- | -------- | ------ |
|             | CiU           | Artur Mas              | 156  |          | 57,14  |
|             | ERC           | Oriol Junqueras        | 48   |          | 17,58  |
|             | PSC           | Pere Navarro           | 18   |          | 6,59   |
|             | ICV-EUiA      | Joan Herrera           | 13   |          | 4,76   |
|             | PPC           | Alicia Sánchez-Camacho | 11   |          | 4,02   |
|             | C's           | Albert Rivera          | 6    |          | 2,19   |
|             | CUP           | David Fernández        | 5    |          | 1,83   |
|             | Vots en blanc |                        | 3    |          | 1,09   |
|             | Altres        |                        | 13   |          | 6,59   |
| Total       | Total         | 276                    | 276  |          | 71,5   |